# Hieracium flocciferum
Hieracium flocciferum es una especie de planta con flor del género Hieracium, de la familia Asteraceae, orden Asterales.

## Distribución
Hieracium flocciferum se distribuye por Francia, España y Andorra.

## Taxonomía
Fue descrita científicamente por Arv.-Touv.
Tratamiento taxonómico
La especie aparece registrada y publicada en Rev. Bot. Bull. Mens.